# Vetas
Vetas  és un municipi del departament de Santander, Colòmbia i forma part de la Província de Soto. És un dels municipis més antics de Santander, puix la seua fundació -ocasionada per la seua riquesa aurífera- se realitzà en l'etapa inicial de la colonització.

## Història
Vetas fou descoberta en l'any 1551 per l'alemany Ambrosio Alfinger.

### Època precolombina
Els antics habitants del territori Miner i Agrícola de Vetas eren l'ètnia Indígena dels Suras; comunitat fronterera i emparentada amb els Chitareros i els Guanes. L'aclaparadora riquesa de minerals, especialment d'or, definí la predilecció d'aquests indígenes per la mineria. D'aquest lloc eixí la matèria primera que els Muiscas utilitzaren per al seu excel·lent art orfebre.